# MET Art
No debe confundirse con el Museo Metropolitano de Arte en la Ciudad de Nueva York, EE. UU.
MetArt es un sitio web softcore en línea desde el año de 1999. Propiedad de HLP General Partners Incorporated con sede en Santa Mónica, California, Estados Unidos. La web presenta una colección de fotografías de naturaleza erótica de mujeres desnudas Desde mayo de 2007, se encuentra entre los 300 sitios web más visitados de acuerdo a datos proporcionados por Alexa Internet.

## Contenido
Las letras "MET", provienen de la sigla en inglés Most Erotic Teens (en español, las Adolescente Más Eróticas ). El sitio presenta de manera exclusiva softcore, y no alberga imágenes o ilustraciones de actos de penetración, masturbación u otras actividades sexuales.
De manera tradicional MetArt produce imágenes que aparentan ser portadas de revistas para cada una de las galerías dentro del sitio. Además ofrece compendios de fotografías y películas en formato DVD. MetArt aloja producciones originales de gran cantidad de fotógrafos reconocidos de diversos países del mundo, algunos de ellos provenientes de Rusia, Ucrania, República Checa, Australia y de varios países de América. Es uno de los sitios pioneros en proveer de videos de contenido erótico en alta definición (1920x1080) y recientemente agregó también videos en definición 4K.
El 30 de abril de 2009 se publicó la última entrega del boletín semanal del sitio llamado MET Mag. Dicho boletín podía consultarse de manera gratuita en el sitio o por correo electrónico desde el 15 de marzo de 2009.

## Reconocimientos
| Año  | Premio       | Categoría                            | Resultado |
| ---- | ------------ | ------------------------------------ | --------- |
| 2015 | Premios XBIZ | Adult Site of the Year - Photography | Ganador   |
| 2014 | Premio AVN   | Best Glamour Website                 | Nominado  |
| 2011 | Premios XBIZ | Solo Girl Site of the Year           | Ganador   |